# Scoliacma ochracea
Scoliacma ochracea is een beervlinder uit de familie van de spinneruilen (Erebidae). De wetenschappelijke naam van de soort is voor het eerst geldig gepubliceerd in 1910 door Bethune-Baker.